# Trójkąt Bermudzki (Wrocław)

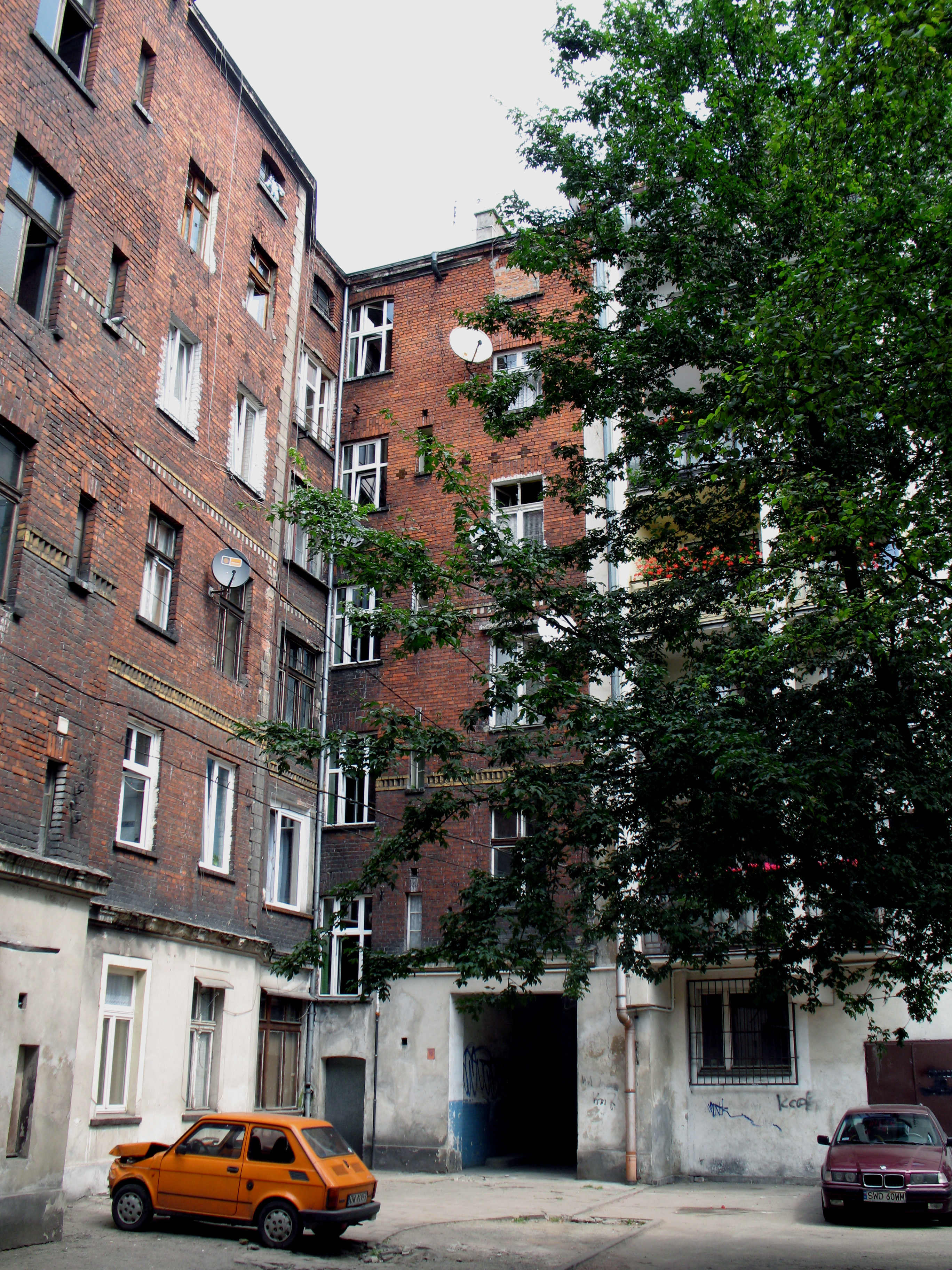
Typowe podwórko w rejonie „Trójkąta Bermudzkiego”. Ulica gen. Romualda Traugutta

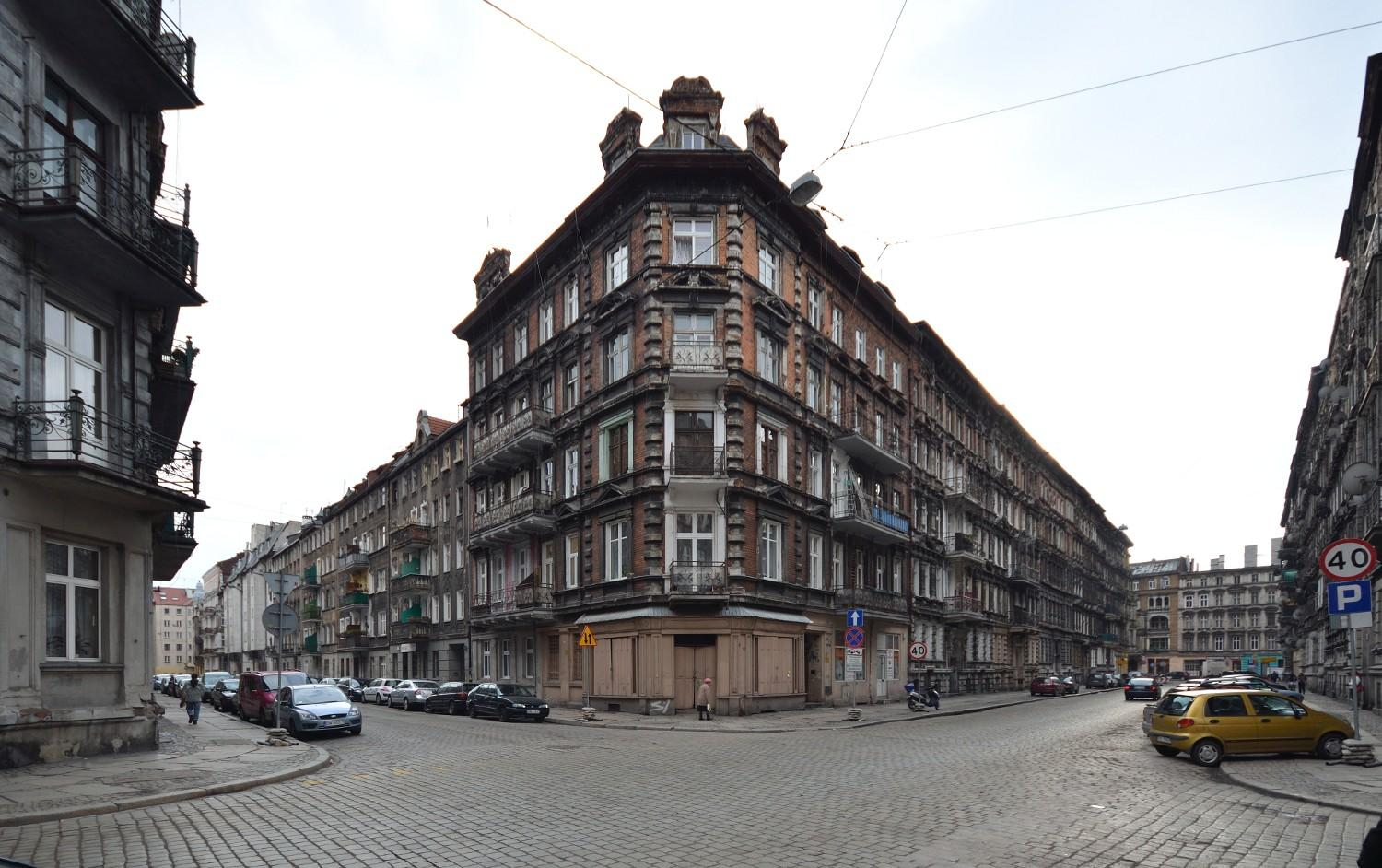
Kamienica przy ul. Mierniczej nr 16 róg ul. Łukasińskiego nr 1.

Trójkąt Bermudzki – potoczna nazwa części Przedmieścia Oławskiego we Wrocławiu. „Trójkąt Bermudzki” ogranicza od północy rzeka Oława, a od południa linia kolejowa. Zachodnią granicę stanowi ul. gen. Kazimierza Pułaskiego. Czasami „Trójkąt Bermudzki” zawęża się do mniejszego obszaru (zawierającego się w powyższym i rzeczywiście trójkątnego) zamkniętego ulicami gen. Kazimierza Pułaskiego, gen. Romualda Traugutta i Tadeusza Kościuszki. Charakterystyczna zabudowa „Trójkąta” to wielopiętrowe kamienice i obiekty postindustrialne z przełomu XIX i XX wieku.
Po II wojnie światowej w rejonie tym osiedlili się przesiedleńcy ze Lwowa, głównie z Łyczakowa oraz Zamarstynowa, co miało wpłynąć na charakter tej dzielnicy, chociaż mieszkańcy wspominają także o kryjących się w „Trójkącie” bandach szabrowników.
Wśród mieszkańców Wrocławia region „Trójkąta Bermudzkiego” słynie jako zamieszkane przez lumpenproletariat, szczególnie niebezpieczne miejsce (i synonim takiego), o dużym wskaźniku przestępczości. Nawiązuje do tego wywodząca się z lat stanu wojennego w Polsce nazwa „Trójkąt Bermudzki”, która pojawiła się ok. 1982 w prasie podziemnej. „Trójkąt Bermudzki” i jego kryminogenny charakter były inspiracją do słów piosenki Lecha Janerki i jego zespołu Klaus Mitffoch: „Strzeż się tych miejsc” (z albumu Klaus Mitffoch). Obecnie rejon ten nie cechuje się już ponadprzeciętną przestępczością, a jego zła sława jest stereotypowa.
Obszar „Trójkąta Bermudzkiego” znacznie ucierpiał podczas powodzi tysiąclecia w 1997 roku. Domy były zalane do wysokości pierwszego piętra, a wiele budynków zostało nieodwracalnie uszkodzonych, a w następnych latach wyburzonych i sukcesywnie zastępowanych nowymi. W roku 2009 obszar „trójkąta” wciąż był jednym z najbardziej zaniedbanych obszarów miasta, jednak, w przeciwieństwie do Nadodrza, nie został objęty dotowanym ze środków Unii Europejskiej programem rewitalizacji. Zaczynając od roku 2018, wiele budynków zostało lub jest w stanie rewitalizacji, która została sfinansowana z funduszu Unii Europejskiej.
Na ul. Mierniczej (dawna Lützowstraße) znajdującej się w centrum „Trójkąta” kręcono m.in. Kobieta na wojnie (A Woman at War, 1991), Charakter (1997) i Most szpiegów (2015).